# 200 до н. е.

## Події
- Римські війська після битви зайняли у македонців Антипатрею.
- кінець влади греко-бактрійського царя Евтидема I
- Битва при Паніоні

#### Китай
- Біля західних кордонів Китаю з'являються кочові народи Хунну.
- Імператор Ґаоцзу династії Хань зазнав поразки у битві[en] з Хунну.
- Розпочалося будівництво Великого китайського муру.

### За тематикою

#### Винаходи та мистецтво
- Технологія точного лиття була відома в Китаї і Межиріччі (дата приблизна).

#### Астрономія
- Ератосфен зробив перше вдале вимірювання відстані між Землею та Сонцем (дата приблизна). Вивчаючи місячні затемнення, він отримав результат в приблизно 150 000 000 км. Значення, яке прийняте зараз становить 149 597 870 691 ± 30 метрів.